# Palazzo del Panormita

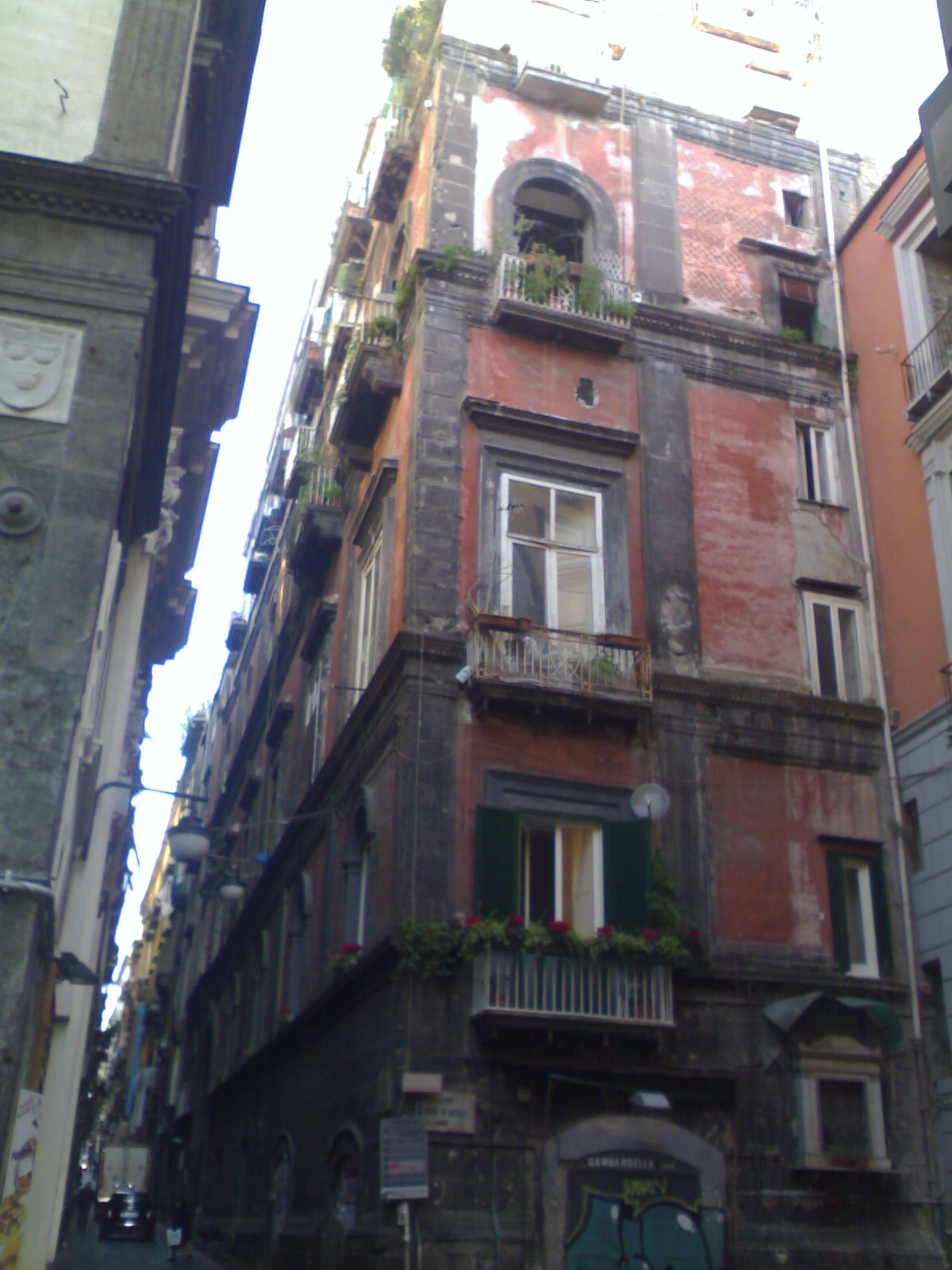
Palazzo del Panormita in Neapel: Fassade zur „Piazzetta Nilo“

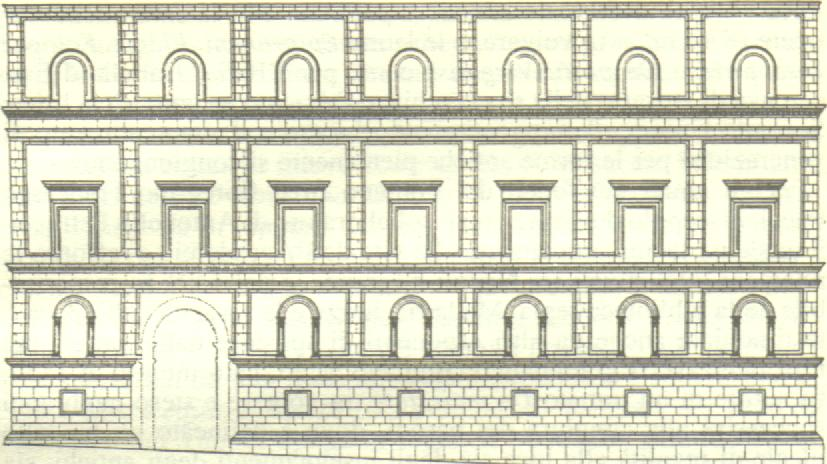
Zeichnung einer Briefmarke des Palazzo del Panormita

Der Palazzo del Panormita ist ein Palast aus dem 15. Jahrhundert im Viertel Pendino in Neapel in der italienischen Region Kampanien. Er liegt in der Via Nilo, 33 und ist zusammen mit dem Palazzo Diomede Carafa und dem Palazzo Marigliano eines der besten Beispiele für die Renaissancearchitektur in der Stadt. Er liegt gegenüber dem Palazzo Capomazza di Campolattaro.

## Geschichte
Der Palast liegt neben dem Largo Corpo di Napoli an der Via Nilo in einem Gebiet, dessen Straße als De Bisi definiert war, was vom neapolitanischen mpisi abgeleitet ist, einem Begriff, der Leute bezeichnete, die gehängt werden sollten und dort vorbeigeführt wurden. Il Panormito, ein bekannter italienischer Schriftsteller und Humanist, ließ sein Wohnhaus an dieser Stelle der Stadt errichten, wobei er den Architekten und Unternehmer Giovanni Fillippo de Adinolfo mit dem Projekt betraute. Nach dessen Tod übernahmen Giovanni Francesco Mormando und Giovan Francesco di Palma Mormanno die Aufgabe und stellten das Werk Anfang des 16. Jahrhunderts fertig.
Im 17. Jahrhundert wurde der Palast an Beccadellis Erben, also an die Familie Capece Galeota, verkauft. Im Besitz dieser Familie wurden keine großen Veränderungen an dem Gebäude vorgenommen, aber man ließ ihn in bescheidenem Maße mit Fresken ausmalen.

## Beschreibung
Die Fassade erhebt sich auf einem Sockel aus Piperno mit regelmäßigen Fensteröffnungen; der Rest besteht aus einem Grill aus Piperno, der die Fenster einrahmt, die in das Mauerwerk aus Opus reticulatum eingesetzt sind.
Die Fenster des Zwischengeschosses haben Rundbögen, die auf Pilastern mit Kapitellen ruhen; die des ersten Obergeschosses sind rechteckig mit Gebälk, das als Rahmen fungiert; schließlich gibt es zwischen erstem und zweitem Obergeschoss ein imposantes Gesims, über dem die Bogenfenster des zweiten Obergeschosses liegen.